# 俺たち賞金稼ぎ団
『俺たち賞金稼ぎ団』（おれたちしょうきんかせぎだん）は、2014年5月10日より東映系で公開された日本映画作品。

## 概要
スーパー戦隊シリーズや仮面ライダーシリーズの主演俳優のさらなるステップアップのために企画された「TOEI HERO NEXT」の第4弾である（第1弾は『PIECE 〜記憶の欠片〜』、第2弾は『ぼくが処刑される未来』、第3弾は『恋する歯車』）。
『獣電戦隊キョウリュウジャー』の6人（竜星涼、斉藤秀翼、金城大和、塩野瑛久、今野鮎莉、丸山敦史）が出演。共演者も過去にスーパー戦隊シリーズにレギュラー出演した俳優が多数キャスティングされた。
監督は『獣電戦隊キョウリュウジャー』でメイン監督を務めた坂本浩一、脚本は今回が自身初の映画脚本となるヨーロッパ企画の酒井善史、脚本監修はヨーロッパ企画主宰の上田誠。撮影期間は11日。
2015年12月には一部キャストの変更はあるが、映画『俺たち賞金稼ぎ団』の後日談および新生「劇団バズーカ」の新たな物語として舞台化。2017年2月には舞台版の続編が上演。

## あらすじ
2014年1月。世の中はデーボス軍の攻撃により、地球滅亡の危機に陥っていた。キョウリュウジャーがデーボス軍と戦っているその裏で、青木純蔵にはどうしても解決したい事件があった。青木はその事件の容疑者である安藤リコの捜索を、同級生で「劇団バズーカ」の主宰である金原寿朗に依頼する。金欠で、さらには劇団の自主公演が控えている金原は、安藤リコに300万円の報奨金がかけられていることを知り、その依頼を引き受ける。こうして、金原率いる「劇団バズーカ」は報奨金目当てで捜査を開始することとなる。
一方、就職活動中の赤井達也は、面接会場に行く途中でお腹を壊してしまい、近くのファミレス「タイガーボーイ」に駆け込む羽目に。そこに偶然居合わせた金原にとんでもない姿を見られ、目をつけられてしまう。赤井は「劇団バズーカ」の劇団員黒田賢、緑慎太郎、桜川カオリに狙われることとなり…。

## 登場人物
赤井達也
1991年7月3日生まれの22歳。
テレビ番組のヒーローが大好きなオタク大学生で、就職活動中にもかかわらず就職活動にまったく身が入っていない。一人暮らし中で、部屋にはヒーローのポスターだらけである。
憧れのヒーローが憑りつくとイケメンになってしまう（しかし強くない）、という性格の持ち主。
その性格ゆえに「劇団バズーカ」に無理矢理入らされることとなり、「憑依の役者」という異名がつけられる。
黒田賢
「劇団バズーカ」の劇団員。
「男優より女優」と言われるほどの乙女心の持ち主。緑慎太郎に恋心を抱いているらしい。極度の人見知りかつ声が非常に小さく、話す時は緑を介して周囲に話して貰う事もしはしば。
妄想好きなため、「妄想の役者」という異名を持つ。
青木純蔵
金原に安藤リコがかかわった事件の捜査を頼んだ張本人。
警察官で、人の情に流されやすいことから「感動の役人」と言われている。
この役を演じるにあたり、金城は不審者がられながらも、何度も交番に通って警察官の挙動や生態を確認したという。
緑慎太郎
「劇団バズーカ」の劇団員。
どれほど難しい役でも筋道を立てて完璧に役作りをこなしてしまう俳優で、ストイックな性格の持ち主。
話術も巧みで、ナンパなのか芝居なのか区別がつかない一方で気が短く、誰にでも手を出してしまうという性格の持ち主でもある。
「切れ者の役者」という異名を持っている。この異名は、彼の役者としてのすごさと気の短い性格の両方にかかっている。
桜川カオリ
「劇団バズーカ」の劇団員で、現役女子高生。
基本的にどんな相手に対してもドSなので「ドSの役者」という異名を持ち、得意の蹴りをお見舞いしてしまうこともある。
窮地に立たされると女の武器を発動させるなど、ツンデレキャラでもある。
劇団主宰の金原に弱みを握られているらしく、あまり芝居には乗り気ではない。
金原寿朗
「劇団バズーカ」の主宰。
脚本から演出まで劇団のすべてを手掛け、コントロールしていることから「傑作の役者」という異名を持つ。
普段は皆から慕われる兄貴分のような性格だが、脚本を書くとなると目の色が変わる。
エネルギッシュな性格でもあり、凄まじい速さで脚本を書き、実行してしまうほど。
同級生の青木純蔵に頼まれ、報奨金目当てに安藤リコが容疑者とされている事件の捜査をすることになる。
安藤リコ
1年前から逃亡を続けている放火殺人事件の容疑者。その事件の被害者は彼女の実の母親で、300万円の報奨金がかけられている。
恋人である堂島ワタルとの間に子供がいて、逃亡しながらちょくちょく会いに行っているらしい。
堂島ワタル
安藤リコの恋人。安藤リコとの間に子供（赤ちゃん）がおり、現在は彼が子供の面倒を見ている。
事件の重要人物で、とんでもない秘密を持っている。
安藤さおり
1年前に起きた放火殺人事件の被害者で、その容疑者とされている安藤リコの母親。
馬場昭一郎
「劇団バズーカ」の捜査線上に浮かんだ、「足を引きずっている」のと「スケベ」なこと以外は不明の謎の男。
安藤さおりと何やら接点があったらしい。
赤井辰秀
赤井達也の父親。息子とは正反対で、しっかりした性格。
米良麗子
デーボス軍によって滅亡の危機に扮している世界の状況を報道するニュースキャスター。
名前は、この役を演じた平田がかつて『獣拳戦隊ゲキレンジャー』に出演していた時の役名「メレ」に由来している。
針本健太
ファミレス「タイガーボーイ」に押し入ってきた強盗。
青木と金原の目の前で赤井にナイフを突きつけ、赤井を人質に取ろうとする。
名前は、この役を演じた山本がかつてレギュラー出演していたのが『忍風戦隊ハリケンジャー』（役名をカタカナに直すと、ハリモトケンタ）であることに由来している。
澤村蓮治朗 / ヘルズフェイス
劇中劇『ヘルズフェイス』の主人公。
普段の顔はヘルメットを被ったような状態をしており、変身すると人間の顔になる。
ヒーローオタクである赤井は彼にかなり影響を受けている。
名前は、この役を演じた相馬が『侍戦隊シンケンジャー』にレギュラー出演していたことから、侍戦隊を英語に直した「サムライレンジャー」が由来となっている（役名をカタカナに直すと、サワムラレンジロウとなる）。
後場妙子
安藤さゆりが働いていたスーパーの下着売り場の店員で、安藤さゆりの元同僚。
さゆりに関する重要な情報を持っているようで、劇団員達はそれを狙っている。
名前は、この役を演じた小宮がかつてレギュラー出演していた『特命戦隊ゴーバスターズ』（ゴーバスターズ）に由来している。
恩田剛
後場妙子が働いているスーパーの中にある写真屋の店員。
赤井が初めて芝居を打った相手でもある。
名前は、海老澤が出演した『炎神戦隊ゴーオンジャー』に由来している。
風間静香
安藤リコの親友で、重要な手掛かりを持つ人物。
名前の由来は、山崎が『轟轟戦隊ボウケンジャー』で演じたダークシャドウの風のシズカ。
出掛井啓太
赤井が就職の面接を受ける不動産屋の社員。
常に必要以上に笑っている人物。歯に衣着せぬ発言で赤井を圧倒する。
名前の由来は、デカ（刑事）とケイサツ（警察）。

## キャスト
- 赤井達也 - 竜星涼[3]
- 黒田賢 - 斉藤秀翼[3]
- 青木純蔵 - 金城大和[3]
- 緑慎太郎 - 塩野瑛久[3]
- 桜川カオリ - 今野鮎莉[3]
- 金原寿朗 - 丸山敦史[3]
- 安藤リコ - 杉本有美[3]
- 堂島ワタル - 山田裕貴[3]
- 安藤さゆり - 斉藤レイ[3]
- 馬場昭一郎 - 榊英雄[3]
- 米良麗子 - 平田裕香（友情出演）[3]
- 針本健太 - 山本康平（友情出演）[3]
- 澤村蓮治朗 / ヘルズフェイス - 相馬圭祐（友情出演）[3]
- 後場妙子 - 小宮有紗（友情出演）[3]
- 恩田剛 - 海老澤健次（友情出演）[3]
- 風間静香 - 山崎真実（友情出演）[3]
- 出掛井啓太 - 伊藤陽佑（友情出演）[3]
- 赤井辰秀 - 山下真司（特別出演）[3]
- 諸田敏（カメオ出演）[3]
- 島津健太郎[3]
- 清家利一[3]
- 下園愛弓[3]

## スタッフ
- 製作 - 鈴木武幸（東映）、間宮登良松（東映ビデオ）、木下直哉（木下グループ）、松田英史（東映エージエンシー）
- 企画 - 白倉伸一郎（東映）、加藤和夫（東映ビデオ）
- プロデューサー - 大森敬仁（東映）、中野剛（東映ビデオ）
- 脚本 - 酒井善史
- 脚本監修 - 上田誠
- 音楽 - 三澤康広
- 撮影 - 百瀬修司
- 美術 - 福澤勝広
- 照明 - 太田博
- 装飾 - 大庭信正
- 録音 - 山口満大
- 編集 - 須永弘志
- アシスタントプロデューサー - 沖拓史
- 助監督 - 伊藤良一
- ラインプロデューサー - 樫崎秀明
- 製作プロダクション - 東映東京撮影所
- 配給 - 東映
- 製作 - 東映、東映ビデオ、木下グループ、東映エージエンシー
- 監督・アクション監督 - 坂本浩一

## 主題歌
「Shiny Road」
作詞 - ペンネとアラビアータ / 作曲 - オノタクミ&uuluul / 編曲 - ペンネとアラビアータ / 歌 - PASSPO☆

## DVD
2014年7月11日、東映ビデオより発売。
- 俺たち賞金稼ぎ団（1枚組）
  - 映像特典
    - メイキング
    - NG集
    - ヘルズ・フェイス・バトル・コレクション
    - 特報・劇場予告編
    - TVスポット
    - チーム信号機劇場
    - ポスタービジュアル

  - 初回限定特典
    - オリジナルステッカー

## 舞台版
2015年と2017年に計2作がシアター1010で上演されている。スタッフ・主題歌は共通。映画版と同じく、過去にスーパー戦隊シリーズにレギュラー出演した俳優が多数キャスティングされた。
舞台『俺たち賞金稼ぎ団』
2015年12月4日から9日まで、シアター1010で上演。
舞台『さらば俺たち賞金稼ぎ団』
2017年2月16日から22日まで、シアター1010で上演。舞台『俺たち賞金稼ぎ団』の続編。
キャスト一覧
キャストは一部映画と共通しており、斉藤、金城、丸山の3人は3作全てに出演している。
| キャラクター                | 映画『俺たち賞金稼ぎ団』 | 舞台『俺たち賞金稼ぎ団』 | 舞台『さらば俺たち賞金稼ぎ団』 | 関連作品                                      |
| --------------------------- | ------------------------ | ------------------------ | ------------------------------ | --------------------------------------------- |
| 赤井達也                    | 竜星涼                   |                          |                                | 獣電戦隊キョウリュウジャー                    |
| 黒田賢                      | 斉藤秀翼                 | 斉藤秀翼                 | 斉藤秀翼                       | 獣電戦隊キョウリュウジャー                    |
| 青木純蔵                    | 金城大和                 | 金城大和                 | 金城大和                       | 獣電戦隊キョウリュウジャー                    |
| 緑慎太郎                    | 塩野瑛久                 |                          |                                | 獣電戦隊キョウリュウジャー                    |
| 桜川カオリ                  | 今野鮎莉                 |                          |                                | 獣電戦隊キョウリュウジャー                    |
| 金原寿朗                    | 丸山敦史                 | 丸山敦史                 | 丸山敦史                       | 獣電戦隊キョウリュウジャー                    |
| 赤井辰秀                    | 山下真司 （特別出演）    |                          |                                | 獣電戦隊キョウリュウジャー                    |
| 黄島礼人                    |                          |                          | 中村嘉惟人                     | 手裏剣戦隊ニンニンジャー                      |
| 桃瀬仁依菜                  |                          | 森高愛                   | 森高愛                         | 烈車戦隊トッキュウジャー                      |
| ラピスラズリの瑠璃          |                          |                          | 平牧仁                         | 烈車戦隊トッキュウジャー                      |
| 白井千尋                    |                          | 伊勢大貴                 |                                | 烈車戦隊トッキュウジャー                      |
| 馬場昭一郎                  | 榊英雄                   |                          |                                | 特命戦隊ゴーバスターズ                        |
| 後場妙子                    | 小宮有紗 （友情出演）    |                          |                                | 特命戦隊ゴーバスターズ                        |
| 水野智                      |                          | 馬場良馬                 | 馬場良馬                       | 特命戦隊ゴーバスターズ                        |
| 堂島ワタル                  | 山田裕貴                 |                          |                                | 海賊戦隊ゴーカイジャー                        |
| 勇助・M・グリーン           |                          | 清水一希                 |                                | 海賊戦隊ゴーカイジャー                        |
| BRAIN                       |                          | 細貝圭                   |                                | 海賊戦隊ゴーカイジャー                        |
| 澤村蓮治朗 / ヘルズフェイス | 相馬圭祐 （友情出演）    |                          |                                | 侍戦隊シンケンジャー                          |
| エメラルドの翠斗            |                          |                          | 鈴木勝吾                       | 侍戦隊シンケンジャー                          |
| 白井龍一                    |                          | 唐橋充                   |                                | 侍戦隊シンケンジャー                          |
| 安藤リコ                    | 杉本有美                 |                          |                                | 炎神戦隊ゴーオンジャー                        |
| 恩田剛                      | 海老澤健次 （友情出演）  |                          |                                | 炎神戦隊ゴーオンジャー                        |
| 京野玲子                    |                          | 及川奈央                 |                                | 炎神戦隊ゴーオンジャー                        |
| 米良麗子                    | 平田裕香                 | 平田裕香                 |                                | 獣拳戦隊ゲキレンジャー                        |
| 米良麗子                    | （友情出演）             | （声の出演）             |                                | 獣拳戦隊ゲキレンジャー                        |
| 原                          |                          |                          | 聡太郎                         | 獣拳戦隊ゲキレンジャー                        |
| 風間静香                    | 山崎真実 （友情出演）    |                          |                                | 轟轟戦隊ボウケンジャー                        |
| 尾藤蓮太                    |                          |                          | 松本寛也                       | 魔法戦隊マジレンジャー 特命戦隊ゴーバスターズ |
| 出掛井啓太                  | 伊藤陽佑 （友情出演）    |                          |                                | 特捜戦隊デカレンジャー                        |
| アクアマリンの藍            |                          |                          | 林剛史                         | 特捜戦隊デカレンジャー                        |
| サファイアの蒼              |                          |                          | 富田翔                         | 爆竜戦隊アバレンジャー                        |
| 針本健太                    | 山本康平 （友情出演）    |                          |                                | 忍風戦隊ハリケンジャー                        |
| 安藤さゆり                  | 斉藤レイ                 |                          |                                | 百獣戦隊ガオレンジャー                        |
| FINGER                      |                          | 和田三四郎               |                                |                                               |
| 麦倉寧音                    |                          | 秦瑞穂                   | 秦瑞穂                         |                                               |
| 輝石祐二                    |                          |                          | 窪寺昭                         |                                               |
| 阿晴恵美                    |                          |                          | 幸                             | 爆竜戦隊アバレンジャー                        |
| 津山凛香                    |                          |                          | 藤沢玲花                       |                                               |
| 石原絵梨佳                  |                          |                          | 岩﨑名美                       |                                               |

主なスタッフ
- 脚本 - 酒井善史
- 演出 - きだつよし
- アクション監修 - 坂本浩一

主題歌
「WE ARE BOUNTY ACTORS!」
作詞 - 劇団バズーカ / 作曲 - Kanon、松田貴志 / 歌 - 伊勢大貴